# St-Nicolas-Ste-Alexandra

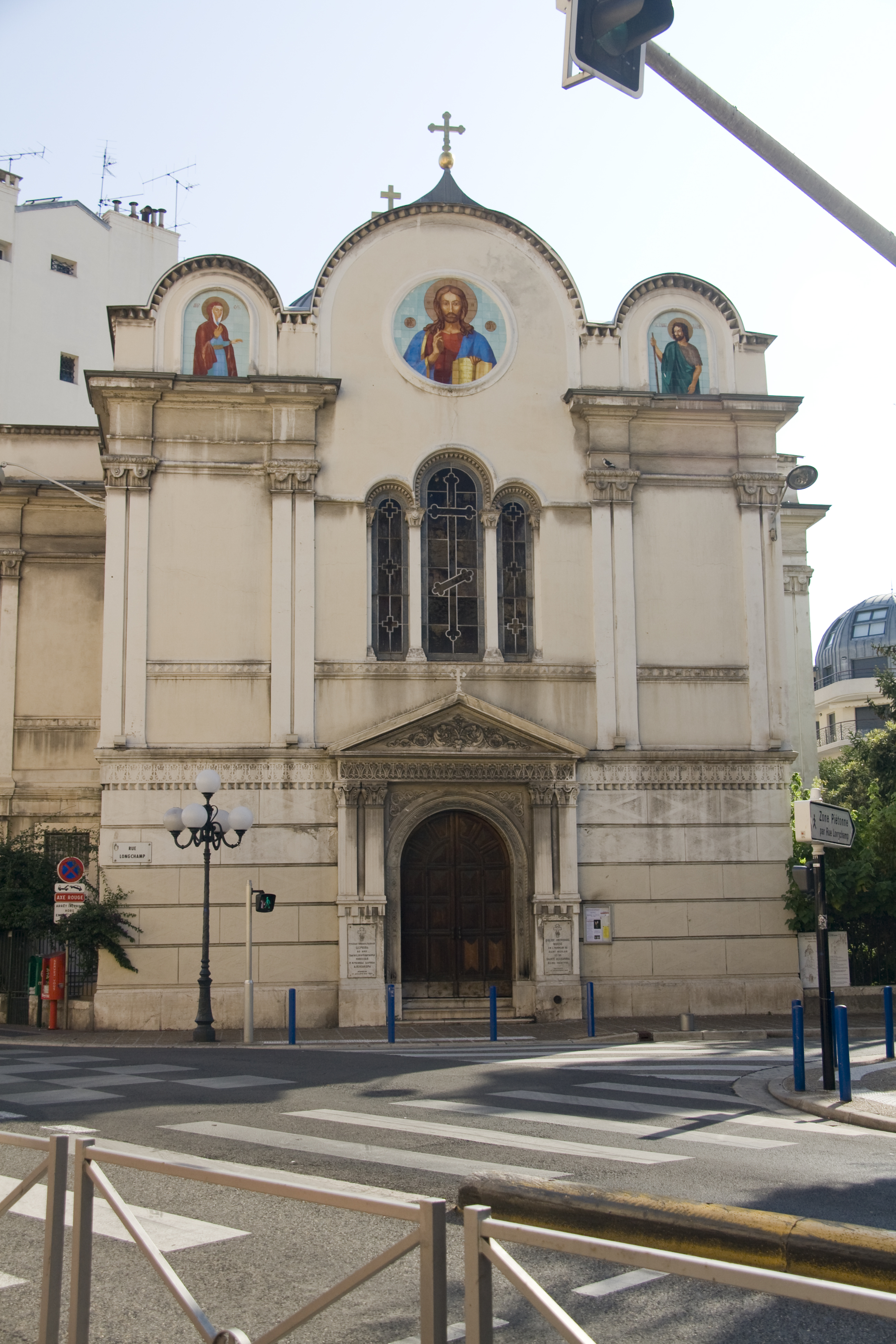
Kirche Saint-Nicolas-et-Sainte-Alexandra in Nizza (2011)

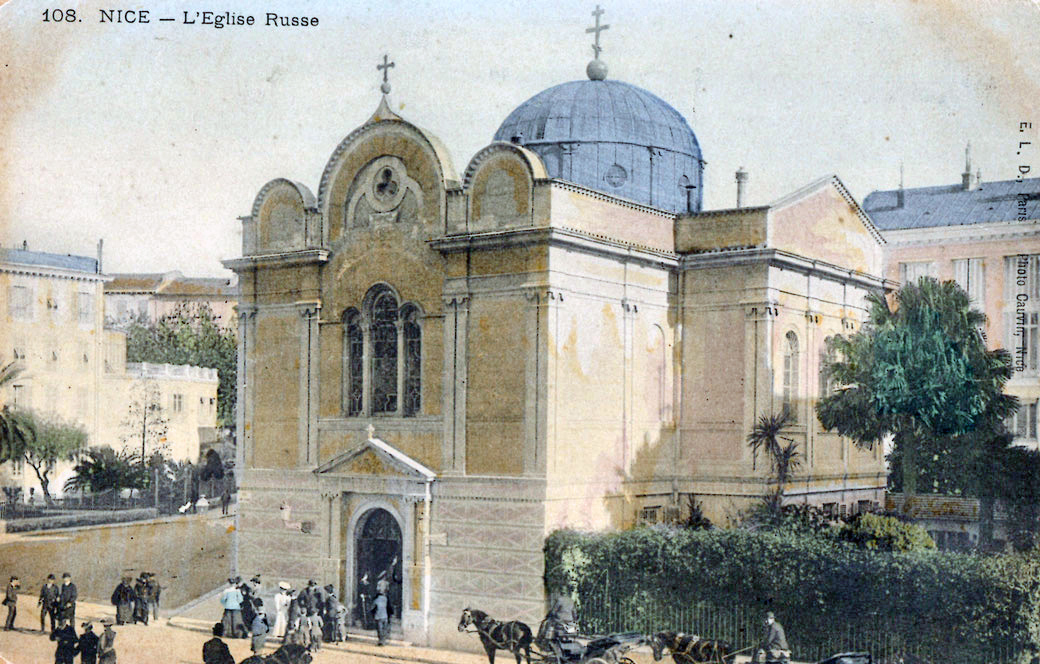
Gesamtansicht um 1887

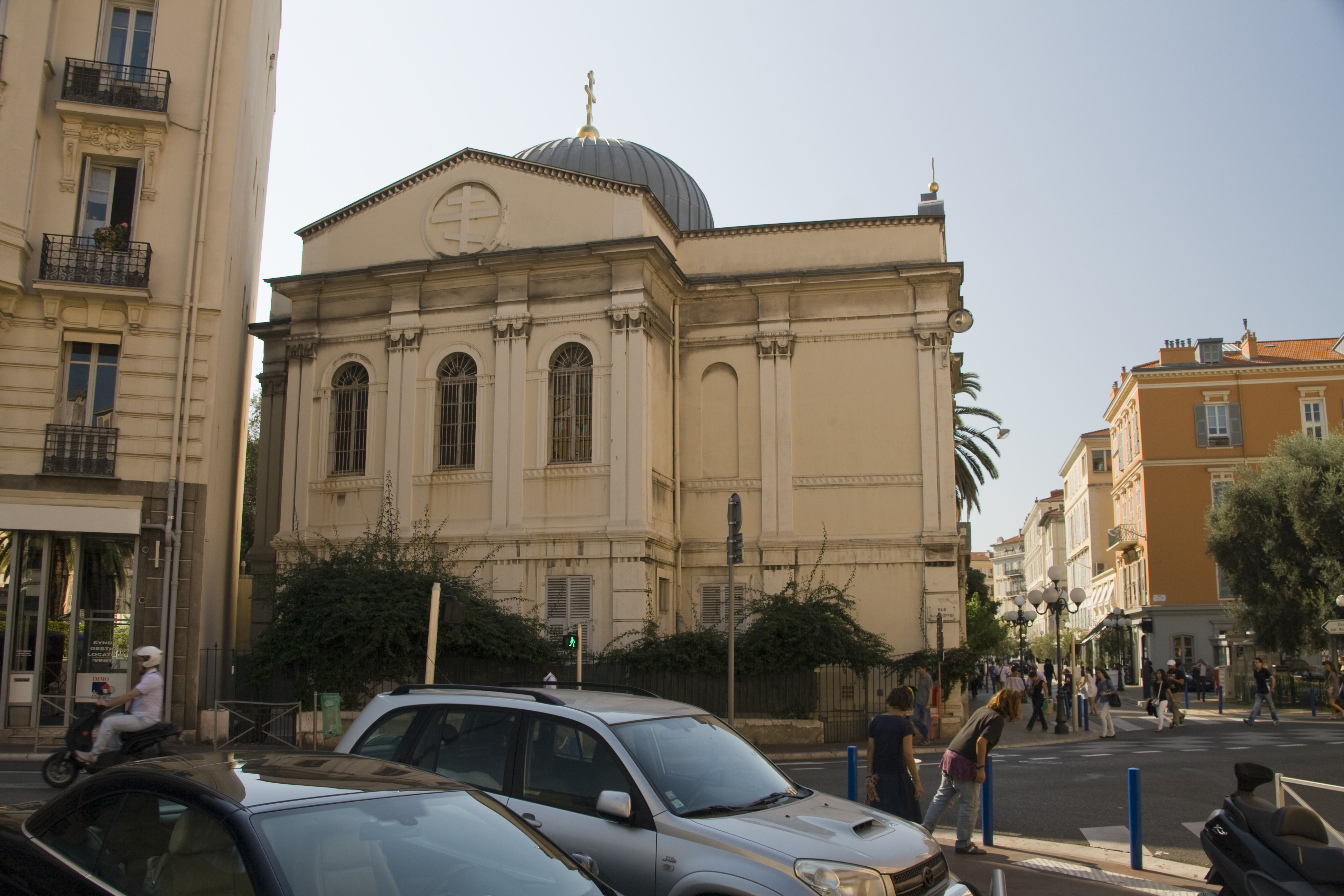
Ansicht von Norden (2011)

Die Saint-Nicolas-et-Sainte-Alexandra (teils auch nur französisch la vieille église russe, deutsch die alte russische Kirche) ist eine rumänisch-orthodoxe Kirche in Nizza.

## Geschichte
Im Jahr 1856 wurde in Nizza mit dem Bau einer Kirche begonnen, die im Jahr 1859 fertiggestellt wurde. Sie gilt damit als die erste russisch-orthodoxe Kirche Westeuropas und wurde dem heiligen Nikolaus und der heiligen Alexandra von Rom gewidmet. Die Errichtung der Kirche wurde durch Charlotte von Preußen gefördert, die seit 1825 russische Kaiserin war, Nizza in dieser Zeit aufsuchte und kurz nach der Fertigstellung verstarb. Sie hatte in den Jahren 1856 und 1857 eine Sammlung für die Kirche in der Form eines Abonnements veranlasst. Der kaiserliche Hofarchitekt Kudinow wurde für die Erstellung der Baupläne gewählt, seine Pläne aber durch den Nizzaer Architekten Antoine-François Barraya modifiziert, der das einfache Schieferdach durch eine Kuppel ersetzte und die Kirche somit um acht Meter erhöhte. Die Konsekration der Kirche erfolgte am 12. Januar 1860.
Die Wahl der Heiligen ist darauf zurückzuführen, dass Charlotte den Namen Alexandra Fjodorowna angenommen hatte und ihr Ehemann Nikolaus I. von Russland war. Der Tod ihres Enkelsohnes, des Zarewitsch Nikolai Alexandrowitsch Romanow, am 24. April 1865 in Nizza trug wesentlich dazu bei, dass in den folgenden Jahrzehnten weitere russisch-orthodoxe Sakralbauten in der Stadt an der Côte d’Azur entstanden. Die Totenfeier fand in der Kirche statt. Der Leichnam wurde dann nach Russland überführt. Schon ein Jahrzehnt später gab es zwei weitere Kapellen in Nizza: die Friedhofskapelle Saint-Nicolas (1867) auf dem russischen Friedhof und die Zarewitsch-Gedenkkapelle (1867–1868).

### Rechtsstreit um die Zugehörigkeit
Mit dem Ende des Pachtvertrages für die russisch-orthodoxe Kathedrale Saint-Nicolas (erbaut von 1903 bis 1912), den die russische Gemeinde von Nizza im Jahr 1909 mit dem russischen Kaiser Nikolaus II. von Russland für 99 Jahre geschlossen hatte, kam es zu einem großen Rechtsstreit, da die russische Gemeinde von Nizza dem Erzbistum der orthodoxen Gemeinden russischer Tradition in Westeuropa angehörte, das dem Ökumenischen Patriarchat von Konstantinopel unterstellt war. Bereits im Jahr 2006 stellte aber die Russische Föderation Ansprüche als Rechtsnachfolger des Russischen Kaiserreiches auf die Kathedrale und konnte diese letztendlich im Jahr 2013 gerichtlich durchsetzen und unterstellte die Kathedrale nun der Diözese von Korsun im Patriarchat von Moskau und der ganzen Rus. Die russische Gemeinde von Nizza verließ daher die Kathedrale und musste eine Übergangslösung finden, da die Kirche Saint-Nicolas-et-Sainte-Alexandra gerade – im Jahr 2013 – saniert wurde. Für eineinhalb Jahre nutzte sie Räumlichkeiten, die ihr in einem katholischen Gymnasium zur Verfügung gestellt wurden, dann die Kirche selbst.
Russland versuchte allerdings in den Folgejahren, auch die Kontrolle über die restlichen russisch-orthodoxen Sakralbauten in Nizza zu erlangen. Die Spannungen nahmen daher eher zu als ab und es kam zu wiederholten Drohungen und Aktionen gegen die alte Kirche: Als im Garten ein Gebäude zum Museum umgebaut wurde, drohte die Kathedralgemeinde damit, die Schlösser aufzubrechen. Daher sah man von den Plänen ab. Im Jahr 2018 war die Kathedralgemeinde erneut erfolgreich, als sie am 8. November 2018 mit einem Gerichtsvollzieher und mehreren Polizisten auftrat und die Herausgabe der Hinterlassenschaften des Kaisers Alexander II. von Russland erzwang. Diese Gegenstände hatte seine morganatische Ehefrau Jekaterina Michailowna Dolgorukowa mit nach Nizza gebracht und der Kirche geschenkt. Mit der Behauptung, dass diese Gegenstände, darunter das blutbefleckte Hemd vom Attentatstag, dem russischen Staat gestohlen wurden, sah sich die Gemeinde zur Herausgabe genötigt, wenngleich die Verfolgung des Vorwurfs am Folgetag vom Staatsanwalt von Nizza fallengelassen wurde. Eine Wiedererlangung ist aber aufgrund der Rechtsimmunität des russischen Staates unwahrscheinlich, so dass sie nun permanent in der Krypta der Kathedrale zu finden sind.
Seit dem 23. September 2014 wurde auch die Kirche selbst von Russland beansprucht, wovon die Pfarrgemeinde erst am 1. April 2015 erfuhr. Anders als im Fall der Kathedrale erklärte das Gericht in Nizza im Februar 2021 Russlands Ansprüche auf die Kirche, den Friedhof und die Kapelle, für die es „korrigierende notarielle Urkunden“ vorlegte und eine Anerkennung dieser verlangte, für rechtswidrig. Die ACOR-Nice (L’Association Cultuelle Orthodoxe Russe de Nice, deutsch Russisch-Orthodoxe Religionsgemeinschaft von Nizza), die die Kirche seit dem Jahr 1927 betreut, erhielt dadurch zudem die Bestätigung einer prescription acquisitive (deutsch erwerbsmäßige Abschreibung, entspricht in etwa der Ersitzung) und damit eine gewisse Rechtssicherheit. Dies erklärt sich daraus, dass hier kein Pachtvertrag bestand, sondern das Grundstück von Einwanderern erworben und seitdem Grundsteuer bezahlt wurde. Bereits zuvor, während der 2019 beginnenden Auflösung des Erzbistums der orthodoxen Gemeinden russischer Tradition in Westeuropa, schloss man sich nicht der Mehrheit des Erzbistums an, die sich dem Moskauer Patriarchat unterwarf, sondern suchte einen neuen Weg, den man schließlich darin fand, sich der Erzdiözese für Westeuropa der rumänisch-orthodoxen Kirche anzuschließen und somit weder bei Konstantinopel zu verbleiben noch sich Moskau anzuschließen.

## Baubeschreibung
Als Monument historique ist die Kirche seit dem 3. April 1990 mit der Nummer PA00080780 erfasst. Dies umfasst auch die Bibliothek im Erdgeschoss sowie den angrenzenden Garten. Die Bibliothek enthält wertvolle Werke russischer Schriftsteller. Ihre Einrichtung erklärt sich aus der dezenten Gestaltung der Kirche, die politische Gründe hatte. Die eigentliche Kirche befindet sich daher im Obergeschoss. Die Kirche entstand auf dem Grundriss eines griechischen Kreuzes und ist eine Kreuzkuppelkirche. Von der Straße aus fällt die Kuppel kaum auf. Über dem Westeingang, der von vier Pilastern flankiert, mit Reliefs verziert und von einem Dreiecksgiebel bekrönt wird, befindet sich das sichtbar abgehobene Obergeschoss, das Zwillingspilaster aufweist, nur dass sie hier deutlich dominanter auftreten und die vertikale Gliederung erzeugen, zu der auch die Fenstergruppe beiträgt. Das Erdgeschoss ist hingegen deutlich horizontaler gegliedert, da man sich dort für eine Rustizierung entschied. Durch Gesimse erfolgt aber auch im Obergeschoss eine – zurückhaltende – horizontale Gliederung. Den Dachbereich prägen Giebel, die wohl an Sakomara erinnern sollen und in deren Bögen sich Abbildungen von Jesus und den Heiligen befinden. Die gesamte Westfassade weist verschiedene Arten von Friesen auf. Nord- und Südfassade wurden ähnlich gestaltet, weisen je drei Rundbogenfenster im Obergeschoss und drei rechteckige Fenster im Erdgeschoss auf. Die Horizontal- und Vertikalgliederung erfolgt erneut durch Gesimse beziehungsweise Pilaster, wobei die Ecken durch vier Pilaster betont werden. Einige der Fenster sind verblendet. Im Gegensatz zur Westfassade sind die Giebel aber als Dreiecke ausgestaltet. Die Ostfassade wurde mit je einem Fenster pro Geschoss etwas schlichter gestaltet. Eine Dreiteilung wird an allen Seiten eingehalten. In ihrer Gesamtgestalt ist die Kirche am ehesten dem Klassizismus zuzuordnen, weist aber auch Bezüge zur russischen und byzantinischen Architektur auf.
Die Gestaltung des Rahmens der Ikonostase übernahm Alexej Maksimowitsch Gornostajew, die Ikonen selbst malte Wassili Wassiljewitsch Wassiljew. Die Ikonostase besteht aus Eichenholz. Sie wurde von der Witwe des russischen Kaisers gestiftet. Erhalten sind zudem zahlreiche liturgische Gegenstände, die von der russischen Herrscherfamilie Romanow gespendet wurden. Dargestellt sind zahlreiche biblische Figuren sowie Heilige in unterschiedlichen Größen. Den Innenraum prägen pflanzliche und geometrische Motive sowie korinthische Säulen.